# Maridos modernos
Maridos modernos  es una película en blanco y negro de Argentina dirigida por Luis Bayón Herrera según el guion de Julio F. Escobar y Nicolás Viola sobre la obra de Franz Arnold y Ernst Bach que se estrenó el 19 de septiembre de 1948 y que tuvo como protagonistas a Olinda Bozán, Francisco Álvarez, Oscar Valicelli y Aída Alberti.

## Sinopsis
Un cambio de en un tren valijas desata un conflicto de infidelidades entre una pareja madura, su hijo y su yerno. 

## Reparto
- Olinda Bozán
- Francisco Álvarez
- Oscar Valicelli
- Aída Alberti
- Raimundo Pastore
- Pepita Muñoz
- Betty Lagos
- Juan José Porta
- Nelly Scheila
- Marino Seré
- Gloria Ugarte
- Dorita Vernet

## Comentarios
Para El Mundo la película es “más teatro que cine, con fines reideros” y la crónica de El Heraldo del Cinematografista dijo: 

Vodevil corriente, entretiene fácilmente al público grueso con recursos a menudo manidos y elementales.